# Poliptic

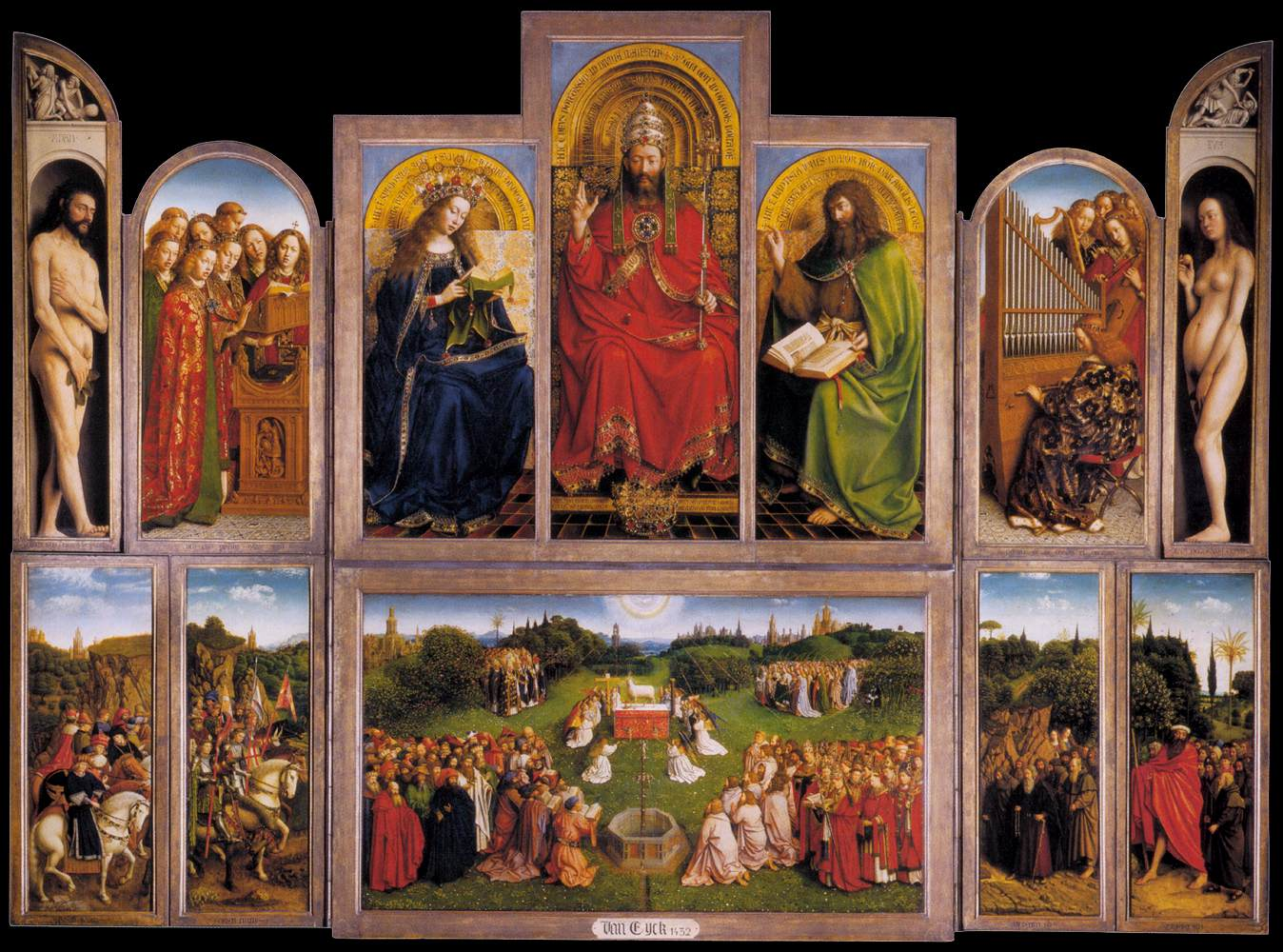
Altarul din Gent, poliptic de Jan van Eyck (1432), cu panourile deschise

Poliptic se numește o pictură executată pe mai multe panouri, de regulă articulate, care cuprind, fiecare, câte o scenă a compoziției de ansamblu.
Aceeași denumire o poartă și un altar alcătuit din mai multe panouri pictate cu imagini autonome. Panourile pot fi mobile și prinse între ele astfel încât se pot suprapune unele peste altele. Polipticul poate avea dimensiuni monumentale sau poate fi portabil. Mai multe icoane asamblate cu balamale constituie, de asemenea, un poliptic. Când polipticul este alcătuit din 3 panouri se numește triptic iar când este alcătuit din numai 2 panouri se numește diptic.

## Exemple din Transilvania
Biserica Sfântul Ioan din Sibiu („Johanniskirche“) adăpostește două din cele mai valoroase altare poliptice din Transilvania din prima parte a secolului al 16-lea (de dinainte de Reforma Protestantă), și anume altarele aduse din bisericile medievale din satele Fișer (în nava estică) și Roadeș (pe latura vestică). Ambele altare sunt cuprinse în lista patrimoniului național. Altarul poliptic din Fișer a fost creat de meșterul Johann Stoss, un fiu al lui Veit Stoss, și este dedicat Sfântului Martin. Trei din patru tablouri de pe latura festivă a altarului reprezintă scene din viața Sf. Martin iar pictura din partea dreaptă de sus arată misa Sfântului Gheorghe. Latura expusă în zilele de lucru prezintă patima Domnului în opt tablouri, iar în partea centrală apar Cei patru evangheliști.
Altarul de la Mediaș a fost realizat în jurul anului 1485 și se păstrează în Biserica Sfânta Margareta din Mediaș.
Predela altarului poartă scena Cina cea de taină. Cu ocazia restaurărilor predela a fost extinsă cu elemente aduse de la alte altare. Altarul poliptic dispune de patru aripi, cele centrale se deschid, fiecare aripă are câte două compoziții pictate. În poziție deschisă tabernaculul adăpostește o răstignire din secolul al XVIII-lea, iar aripile sunt decorate cu simbolurile apostolilor. În poziție închisă altarul este și mai frumos, Patimile sunt reprezentate pe opt panouri pictate, în spiritul cel mai modern al goticului târziu. Locurile scenelor pictate sunt familiare privitorului, prezentarea zguduitoare a Mântuirii este completată de scene cotidiene.
La Muzeul Național Brukenthal din Sibiu este expus Altarul poliptic de la Proștea Mare, lucrare de referință pentru arta gotică târzie transilvăneană. Altarul are o vechime de peste 500 de ani, fiind realizat în două etape distincte, prima în jurul lui 1480 și a doua în jurul anului 1510.
Altarul poliptic de la Biertan a fost construit de maeștri din Nürnberg și Viena între anii 1483-1513 și conține 28 de picturi cu scene din viața lui Isus, a Mariei, răstignirea, botezul, tăierea împrejur și diferite picturi cu sfinți. Câteva dintre ele sunt copii realizate după picturile altarului Schittenstift din Viena.  În mijlocul altarului, acolo unde acum se află crucifixul, se afla în perioada catolică o statuie a Fecioarei Maria.
Altarul poliptic din Tătârlaua a fost lucrat în anul 1508 pentru biserica din Jidvei de la care a fost cumpărat la începutul secolului al XIX-lea de comunitatea locală. Pe fața altarului expusă în zilele de sărbătoare, sunt reprezentate scene din viața martirilor Dimitrie și Valentin precum și scene din viața Mariei, iar pe fața expusă în zilele de lucru, imagini cu diferiți sfinți.
În Biserica fortificată din Beia se află un altar poliptic care datează din 1512, fiind închinat sfintei Ursula, a cărei legendă este ilustrată prin patru episoade. De formă dreptunghiulară, panourile polipticului au partea superioară decorată cu motive vegetale, ce par inspirate din brocarturi, modelate ușor în relief și poleite cu aur. Compozițiile cu multe personaje sunt înghesuite în prim plan, iar elementele arhitectonice ale cadrului fac referire directă la arhitectura italiană pe care meșterul se pare că o cunoscuse prin stampe.